# Phyllonorycter lonicerae
Phyllonorycter lonicerae là một loài bướm đêm thuộc họ Gracillariidae. Nó được tìm thấy ở Nhật Bản (Honsyu, Sikoku và Kyusyu) và Trung Quốc.
Sải cánh dài 6–7 mm.
Ấu trùng ăn Lonicera japonica. Chúng ăn lá nơi chúng làm tổ. The mine is slightly tentiform và located on the lower surface of the leaf.